# Östra Vemmenhögs kyrka
Östra Vemmenhögs kyrka är en kyrkobyggnad i Östra Vemmenhög. Den tillhör Skivarps församling i Lunds stift.

## Kyrkobyggnaden
När kyrkan uppfördes på 1100-talet var den ett enkelt hus med platt tak. Valven i rundbågestil är byggda betydligt senare. År 1580 byggdes gravkoret, där många av ägarna till Dybäcks slott ligger begravda. Godset ägde hela Östra Vemmenhögs socken och har haft stort inflytande på kyrkans utsmyckning genom sina donationer. År 1743 byggdes kyrkan ut med korsarmar och 1860 ersattes trappgavlarna med det nuvarande spetsiga tornet. En värmeapparat insattes i kyrkan i juli 1887 av byggmästare T. Svensson från Malmö.

## Inventarier
Dopfunten av skånsk sandsten är från 1100-talet och gör att man kan datera kyrkan.

### Orgel
Den nuvarande orgeln byggdes 1913 av Åkerman & Lund, Stockholm en pneumatisk orgel.
| Manual I            | Manual II           | Pedal         | Koppel |
| Borduna 16´         | Basetthorn 8´       | Subbas 16´    | I/P    |
| Principal 8´        | Rörflöjt 8'         | Violoncell 8' | II/P   |
| Flûte harmonique 8' | Salicional 8'       |               | II/I   |
| Gamba 8'            | Flüte octaviante 4' |               |        |
| Oktava 4'           | Valtflöjt 2'        |               |        |
| Trumpet 8'          |                     |               |        |